# Імаґава Норітада
Імаґава Норітада (*今川範忠, 1408  —4 липня 1461) — сюґо провінції Суруґа у 1433—1461 роках. Відіграв важливу роль у подіях Кйотоку.

## Життєпис
Походив з самурайського роду Імаґава. Старший син Імаґава Норімаса, сюґо провінції Суруґа. Народився у 1408 році. Вважався спадкоємцем батька. Втім у 1433 році після смерті Норімаси канто-кубо Асікаґа Мотіудзі (сюзерен роду Імагава) спробував передати головування в клані і посади сюго іншим братам Норітади. Лише за підтримки канто-канрея Уесуґі Норідзане зміг отримати належне.
У 1439 році брав участь у загальному виступі союзників сьогуна Асікаґа Йосінорі проти канто-кубо Асікаґа Мотіудзі, якого було переможено. Слідом за цим зберігав союз і вірність клану Уесуґі.
У 1454 році після вбивства канто-канрея Уесуґі Норітада новим канто-кубо Асікаґа Сіґеудзі саме Імаґава Норітада очолив війська провінцій Суруга, Кадзуса, Кадзуке і Етіґо проти канто-кубо, якому було завдано поразки й вигнано до міста Коґа.
В подальшому діяв проти Асікаґа Сіґеудзі спільно з Уесуґі Фуса'акі, канто-канрей, і Асікаґа Масатомо, хоріґое-кубо. Це дозволило Імаґава Норітаді значно збільшити свій вплив в Канто й водночас позбавитися залежності від сьогунів Асікаґа і клану Уесуґі.
У 1460 році тяжко хворий він повернувся до провінції Суруґа. 20 березня 1461 року передав владу старшому синові Імаґава Йосітада. Помер 4 липня того ж року.